# Contusão cerebral
A contusão cerebral, do latim contusio cerebri, é uma forma de lesão cerebral traumática. A contusão ocorre em 20-30% dos ferimentos graves na cabeça. A lesão pode causar um declínio na função mental a longo prazo e, no cenário de emergência, pode resultar em hérnia cerebral, uma condição com risco de vida em que partes do cérebro são pressionadas para passar por partes do crânio.